# Saint-Martial-sur-Né
Saint-Martial-sur-Né és un municipi francès situat al departament del Charente Marítim i a la regió de la Nova Aquitània. L'any 2007 tenia 357 habitants.

## Demografia

### Població
El 2007 la població de fet de Saint-Martial-sur-Né era de 357 persones. Hi havia 150 famílies de les quals 36 eren unipersonals (12 homes vivint sols i 24 dones vivint soles), 57 parelles sense fills, 53 parelles amb fills i 4 famílies monoparentals amb fills.
La població ha evolucionat segons el següent gràfic:
Habitants censats

### Habitatges
El 2007 hi havia 166 habitatges, 151 eren l'habitatge principal de la família, 5 eren segones residències i 9 estaven desocupats. 164 eren cases i 2 eren apartaments. Dels 151 habitatges principals, 121 estaven ocupats pels seus propietaris, 24 estaven llogats i ocupats pels llogaters i 6 estaven cedits a títol gratuït; 3 tenien dues cambres, 16 en tenien tres, 47 en tenien quatre i 85 en tenien cinc o més. 117 habitatges disposaven pel capbaix d'una plaça de pàrquing. A 74 habitatges hi havia un automòbil i a 70 n'hi havia dos o més.

### Piràmide de població
La piràmide de població per edats i sexe el 2009 era:
| Homes | Edats   | Dones |
| ----- | ------- | ----- |
| 0     | 95 o +  | 0     |
| 0     | 90 a 94 | 0     |
| 4     | 85 a 89 | 8     |
| 8     | 80 a 84 | 0     |
| 8     | 75 a 79 | 20    |
| 8     | 70 a 74 | 0     |
| 8     | 65 a 69 | 8     |
| 16    | 60 a 64 | 4     |
| 8     | 55 a 59 | 12    |
| 8     | 50 a 54 | 12    |
| 8     | 45 a 49 | 12    |
| 8     | 40 a 44 | 8     |
| 12    | 35 a 39 | 4     |
| 24    | 30 a 34 | 32    |
| 4     | 25 a 29 | 8     |
| 16    | 20 a 24 | 16    |
| 12    | 15 a 19 | 20    |
| 8     | 10 a 14 | 8     |
| 16    | 5 a 9   | 12    |
| 20    | 0 a 4   | 4     |

## Economia
El 2007 la població en edat de treballar era de 217 persones, 174 eren actives i 43 eren inactives. De les 174 persones actives 159 estaven ocupades (85 homes i 74 dones) i 15 estaven aturades (6 homes i 9 dones). De les 43 persones inactives 13 estaven jubilades, 13 estaven estudiant i 17 estaven classificades com a «altres inactius».

### Ingressos
El 2009 a Saint-Martial-sur-Né hi havia 150 unitats fiscals que integraven 387,5 persones, la mediana anual d'ingressos fiscals per persona era de 16.137 €.

### Activitats econòmiques
Dels 11 establiments que hi havia el 2007, 1 era d'una empresa alimentària, 4 d'empreses de construcció, 4 d'empreses de comerç i reparació d'automòbils, 1 d'una empresa de transport i 1 d'una entitat de l'administració pública.
Dels 3 establiments de servei als particulars que hi havia el 2009, 1 era un paleta, 1 guixaire pintor i 1 lampisteria.
L'únic establiment comercial que hi havia el 2009 era una botiga de més de 120 m².
L'any 2000 a Saint-Martial-sur-Né hi havia 34 explotacions agrícoles.

## Equipaments sanitaris i escolars
El 2009 hi havia una escola elemental integrada dins d'un grup escolar amb les comunes properes formant una escola dispersa.

## Poblacions més properes
El següent diagrama mostra les poblacions més properes.